# DSA-694
La DSA-694 es una carretera perteneciente a la Red Secundaria de la Diputación Provincial de Salamanca que une la  CL-605  con la localidad de Palaciosrubios.
También pasa la localidad de Villaflores.

## Origen y Destino
La carretera  DSA-694  tiene su origen en Villaflores en la intersección con la carretera  CL-605 , y termina en Palaciosrubios en la intersección con la carretera  DSA-700  formando parte de la Red de carreteras de Salamanca.